# Rachelle Simpson
Rachelle Simpson (8 de enero de 1988) es una deportista estadounidense que compitió en saltos de gran altura. Ganó una medalla de oro en el Campeonato Mundial de Natación de 2015, en la prueba de 20 m.

## Palmarés internacional
| Campeonato Mundial | Campeonato Mundial | Campeonato Mundial | Campeonato Mundial |
| Año                | Lugar              | Medalla            | Prueba             |
| ------------------ | ------------------ | ------------------ | ------------------ |
| 2015               | Kazán (Rusia)      | Medalla de oro     | 20 m               |